# Tarantismo
El tarantismo, tarantolismo o tarantulismo está considerado un fenómeno histérico convulsivo, proveniente de la antigua cultura popular de la Italia meridional. Con base en algunas creencias, sería provocado por el mordisco de una araña llamada taranta (cuyo nombre se deriva de la ciudad de Tarento, en cuyo territorio aún hoy está presente la tarantola mediterranea, o Ischnocolus). El tarantismo comportaría una condición de malestar general y una sintomatología psiquiátrica parecida a la epilepsia. Los síntomas serían ofuscamiento del estado de conciencia y turbación emocional, muy relacionados con los de la coreomanía, que produjo episodios como la Epidemia de baile de 1518.

## Leyenda

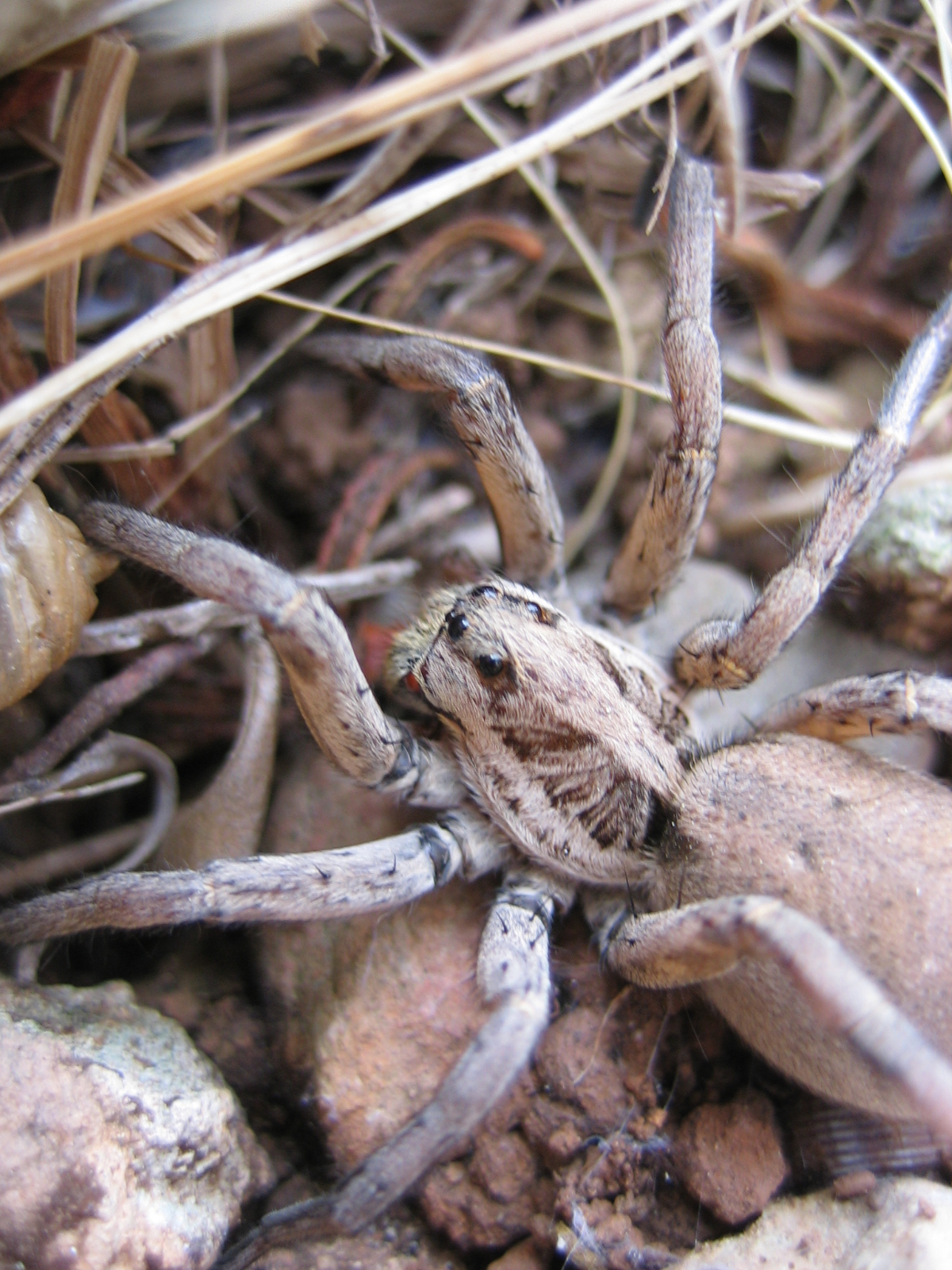
Lycosa tarentula

Según la leyenda la tarántula con su mordisco provocaría la crisis histérica, cuyo único remedio para el enfermo, llamado tarantulado, sería una danza purificadora, “la taranta”. 
Una huella de esa consecuencia se puede encontrar hoy en día en el léxico italiano, en una expresión como "Ti ha morso la tarantola?" (¿Te ha mordido la tarántula?) que se utiliza para llamar la atención a una persona especialmente inquieta.

## Fenómeno musical
El tarantismo ha generado un conjunto de formas musicale y bailes incluyentes la Pizzica y la Tarantella; y de esta forma se separó parcialmente de su vínculo con la religión y la superstición, viviendo su propia existencia. Esta forma musical ha terminado por ser utilizada por artistas internacionales.
En realidad el mordisco de la Lycosa tarantula (tarántula europea), al que se le atribuía el malestar, es inocuo para el hombre; poco creíble sería, por otra parte, la teoría que atribuye la culpa a la malmignatta, debido a sus modestas dimensiones. Según los estudiosos, el tarantismo no estaría provocado por causas de este tipo, sino que se trataría de un fenómeno psicosomático.